# میشل باکر
میشل باکر (هلندی: Mitchel Bakker؛ زادهٔ ۲۰ ژوئن ۲۰۰۰) بازیکن فوتبال اهل هلند است که برای باشگاه آتالانتا بازی می‌کند.

وی همچنین در تیم‌های ملی فوتبال زیر ۱۵ سال هلند، زیر ۱۶ سال هلند، زیر ۱۷ سال هلند، زیر ۱۸ سال هلند و زیر ۱۹ سال هلند بازی کرده‌است.